# Соколовське (озеро)
Соколовське — невеличке українське озеро, що знаходиться на півночі Херсонської області, на території Генічеського району неподалік від півострова Чонгар в Присиваський низовині. Озеро має мінеральний тип загальної мінералізації, а також входить в безстічну групу гідрологічного режиму.
Довжина озера складає приблизно 3.2 км, а ширина 1.3 км.
Озеро Соколівське має довгасту округлу витягнуту з півночі на південь форму, на південь озеро звужується. Озеро знаходиться біля основи півострова Чонгар і відокремлено від затоки Сиваш вузьким постійним пересипом. З північної сторони в озеро впадає дві балки з загатами в гирлах. Північна і південно-західна берегові лінії обривисті, з берегами, висотою 3-4 м, самі берега переважно пологі. Східна частина озера мілководна. На півдні озера присутній невеличкий острів. Між східною частиною озера і пересипом розташовані солончаки, які тягнуться на південь від озера.
На захід від озера розташовані села Чернігівка і Салькове, автодорога Е-105/М-18, яка поєднує Чонгар і Джанкой, а на півночі — село Ясна Поляна.

Озеро наповнюється змішаною водою — солоні води надходять з Сиваша, а прісна вода надходить в озеро через підземні води у берегових обривів і донних джерел, а також з самовиливних артезіанських свердловин. В розчинених солях озера в основному переважає кухонний тип солі, який зазвичай осідає до кінця літа. Також, в озері присутні донні відкладення — сірі щільні мули розміром 1-3 метри.